# حسین مهدوی
حسین مهدوی متولد (۱۳۵۲) صداگذار، طراح صدا سینمای ایران است.

## زندگی‌نامه
حسین مهدوی متولد (۱۳۵۲) در آمل است. وی فارغ‌التحصیل رشتهٔ مهندسی برق از دانشگاه رجائی تهران و دارای درجهٔ هنری از وزارت فرهنگ و ارشاد اسلامی است. شروع فعالیت تخصصی خود در زمینهٔ صدای فیلم را از سال ۱۳۷۴ آغاز و تاکنون فیلم‌های بسیاری را تحت عنوان طراح، مدیر تدوین و ترکیب صدا در ایران و تاجیکستان در کارنامه کاری خود دارد.
وی تاکنون چندین‌بار در جشنواره فیلم فجر، جشن خانه سینما، جشنواره فیلم کوتاه تهران و جشنواره حقیقت کاندیدای دریافت جایزه گردیده و از سی و چهارمین جشنواره فیلم فجر سیمرغ بلورین بهترین صداگذاری را برای فیلم لانتوری دریافت کرد.
او همچنین به‌عنوان مدرس صدای فیلم، کارگاه‌های آموزشی بسیاری در زمینهٔ صداگذاری و میکس فیلم در شهرهای مختلف ایران برگزار کرد.

## جوایز و نامزدی‌ها
- سیمرغ بلورین صدابرداری فیلم لانتوری از جشنواره فیلم فجر ۱۳۹۴[۲][۳][۴]
- جایزه بهترین صدابرداری برای انیمیشن شهر خاموش از جشنواره فیلم کوتاه تهران
- کاندیدای بهترین صداگذاری از سی و یکمین دوره جشنواره فیلم فجر برای فیلم استرداد
- کاندیدای بهترین صداگذاری از بیست و نهمین دوره جشنواره فیلم فجر برای فیلم سی و سه روز
- کاندیدای بهترین صداگذاری از شانزدهمین دوره جشن خانه سینما برای فیلم استرداد[۵]
- کاندیدای بهترین صداگذاری از پانزدهمین دوره جشن خانه سینما برای فیلم سی و سه روز
- کاندیدای بهترین صداگذاری از شانزدهمین جشن دوره خانه سینما برای فیلم خیابان‌های آرام
- کاندیدای بهترین صداگذاری از نهمین دوره جشن خانه سینما برای فیلم بیدارشو آرزو

## فیلم‌شناسی
| فیلم                     | سال  |
| ------------------------ | ---- |
| لانتوری                  | ۱۳۹۴ |
| شاهزاده روم              | ۱۳۹۳ |
| محمد رسول‌الله            | ۱۳۹۳ |
| استرداد                  | ۱۳۹۳ |
| سی و سه روز              | ۱۳۸۹ |
| پرستوهای عاشق            | ۱۳۸۹ |
| شب                       | ۱۳۸۶ |
| خاک سرد                  | ۱۳۸۴ |
| شب بخیر فرمانده          | ۱۳۸۴ |
| بیدارشو آرزو             | ۱۳۸۳ |
| حیات                     | ۱۳۸۳ |
| کوچه‌های باریک            | ۱۳۸۳ |
| بر بوم زمان (اپیزود یک)  | ۱۳۸۲ |
| بر بوم زمان (اپیزود دوم) | ۱۳۸۲ |
| بر بوم زمان (اپیزود سوم) | ۱۳۸۲ |
| چند تار مو               | ۱۳۸۲ |
| هم نفس                   | ۱۳۸۲ |
| روزگار ما                | ۱۳۸۰ |
| چریکه هورام              | ۱۳۷۸ |
| گاگومان                  | ۱۳۸۰ |
| جوجه اردک من             | ۱۳۸۱ |
| من و نگین دات کام        | ۱۳۸۲ |
| خواب تلخ                 | ۱۳۸۲ |
| پنج عصر                  | ۱۳۸۲ |
| روز سوم                  | ۱۳۸۵ |
| پاداش سکوت               | ۱۳۸۵ |
| پاپیتال                  | ۱۳۸۵ |
| گلوگاه شیطان             | ۱۳۸۹ |
| پاریس تا پاریس           | ۱۳۸۹ |
| گام‌های شیدایی            | ۱۳۹۱ |

## فیلم‌های شاخص
1. محمد رسول‌الله
2. شاهزادهٔ روم[۶]
3. لانتوری
4. استرداد